# 184314 Mbabamwanawaresa
184314 Mbabamwanawaresa è un oggetto transnettuniano. Scoperto nel 2005, presenta un'orbita caratterizzata da un semiasse maggiore pari a 45,3425331 au e da un'eccentricità di 0,1441662, inclinata di 5,77838° rispetto all'eclittica.